# شونسوكي يامامورا
شونسوكي يامامورا (باليابانية: 山村駿介) هو لاعب كرة الريشة ياباني، ولد في 23 نوفمبر 1990 في توياما في اليابان.

## وصلات خارجية
- شونسوكي يامامورا على موقع BWF.tournamentsoftware.com (الإنجليزية)
- شونسوكي يامامورا على موقع BWFbadminton.com (الإنجليزية)